# IRB Pacific Nations Cup 2006
Il torneo IRB delle 5 Nazioni del Pacifico (ingl. 2006 IRB Pacific 5 Nations) fu l'edizione inaugurale di quello che dal 2007 è noto come IRB Pacific Nations Cup, e fu messo in palio tra le cinque Nazionali che già disputarono la soppressa Pacific Rim: Figi, Giappone, Samoa e Tonga; per quanto riguarda la quinta, la Nuova Zelanda, essa decise di partecipare al torneo non con la prima squadra ma con gli Junior All Blacks, formazione composta dalle seconde scelte della Nazionale maggiore.
Sebbene l'Australia fosse stata invitata al torneo, essa non partecipò, tuttavia due incontri furono ospitati a Gosford (Nuovo Galles del Sud); inoltre, il presidente della federazione australiana annunciò che per l'edizione 2007 sarebbe stata presentata al torneo una Nazionale, sebbene non quella maggiore, aumentando così il numero delle squadre partecipanti a 6. In ragione di ciò, quella del 2006 fu l'unica edizione del torneo a chiamarsi ufficialmente 5 Nations, assumendo dalla successiva la denominazione attuale.
Il torneo fu vinto dagli Junior All Blacks, che lo dominarono conquistando quattro vittorie su quattro incontri e acquisendo per ogni incontro il punto di bonus per avere realizzato in ciascuno di essi almeno quattro mete.

## Incontri

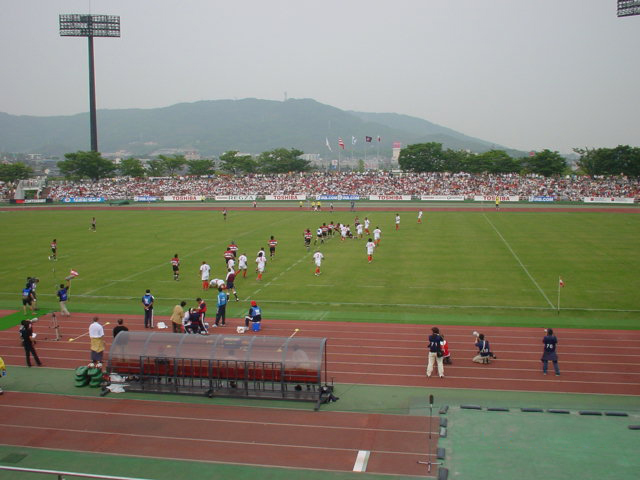
Una fase di - al torneo 2006

| Data           | Incontro                     | Risultato | Sede         |
| -------------- | ---------------------------- | --------- | ------------ |
| 3 giugno 2006  | Figi ― Junior All Blacks     | 17–35     | Suva         |
| 4 giugno 2006  | Giappone ― Tonga             | 16–57     | Kitakyūshū   |
| 9 giugno 2006  | Junior All Blacks ― Samoa    | 56–12     | Auckland     |
| 10 giugno 2006 | Tonga ― Figi                 | 24–23     | Gosford      |
| 17 giugno 2006 | Samoa ― Giappone             | 53–9      | New Plymouth |
| 17 giugno 2006 | Junior All Blacks ― Tonga    | 38–10     | New Plymouth |
| 24 giugno 2006 | Junior All Blacks ― Giappone | 38–8      | Dunedin      |
| 24 giugno 2006 | Figi ― Samoa                 | 23–20     | Suva         |
| 1º luglio 2006 | Giappone ― Figi              | 15–29     | Osaka        |
| 1º luglio 2006 | Tonga ― Samoa                | 0-36      | Gosford      |

## Classifica
|  | Classifica        | G | V | N | P | PF  | PS  | diff. | BM | BS | PT |
|  | ----------------- | - | - | - | - | --- | --- | ----- | -- | -- | -- |
|  | Junior All Blacks | 4 | 4 | 0 | 0 | 167 | 47  | +120  | 4  | 0  | 20 |
|  | Samoa             | 4 | 2 | 0 | 2 | 121 | 88  | +33   | 2  | 1  | 11 |
|  | Figi              | 4 | 2 | 0 | 2 | 92  | 94  | -2    | 1  | 1  | 10 |
|  | Tonga             | 4 | 2 | 0 | 2 | 91  | 113 | -22   | 1  | 0  | 9  |
|  | Giappone          | 4 | 0 | 0 | 4 | 48  | 177 | -129  | 0  | 0  | 0  |